# Polizeiseelsorge

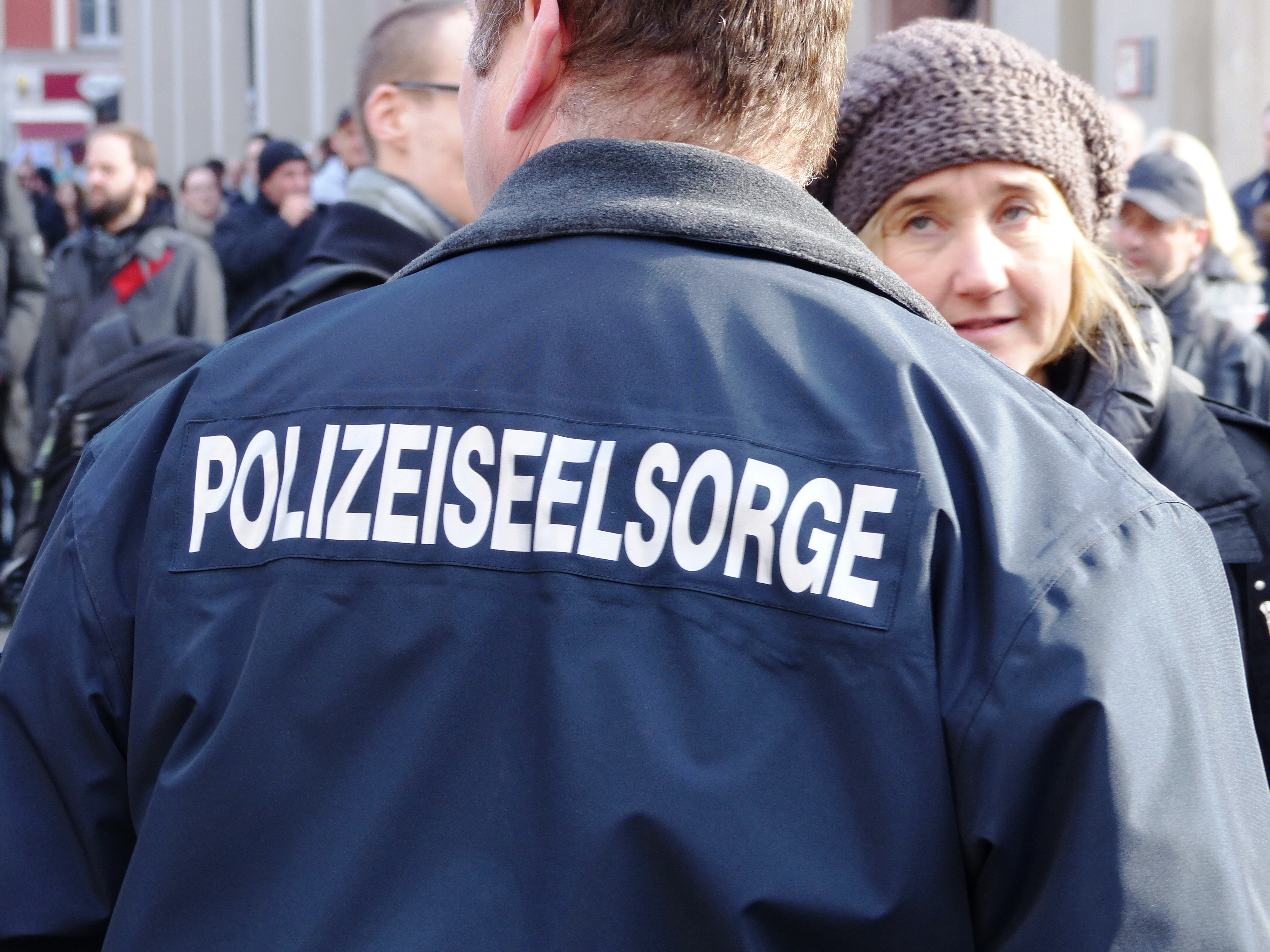
Polizeiseelsorger auf einer Demonstration in München

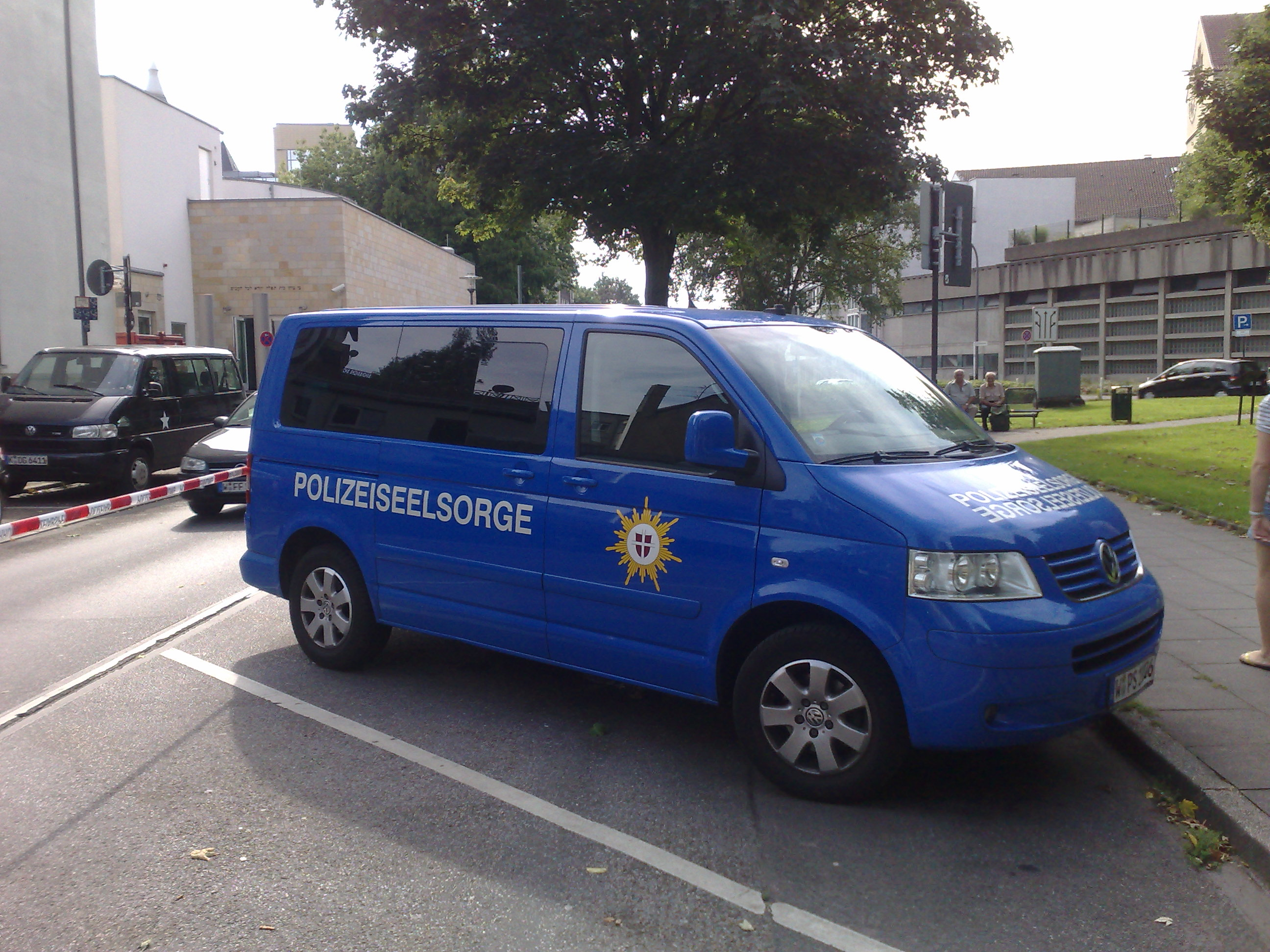
Fahrzeug der Seelsorge in Nordrhein-Westfalen

In der Bundesrepublik Deutschland gibt es in allen Bundesländern sowie bei der Bundespolizei Polizeiseelsorge. Auf der Basis von entsprechenden Verträgen zwischen den Ländern bzw. dem Bund und den großen christlichen Kirchen umfasst deren Aufgabe die berufsethische Reflexion polizeilichen Handelns in der Aus- und Fortbildung, Einsatzbegleitung und Einsatznachsorge bei schwierigen Einsätzen und die Bereitstellung von seelsorglichen Angeboten in Form von Gesprächen, Seminaren, gottesdienstlichen Feiern, Einkehrtagen u. ä.
Polizeiseelsorgerinnen und Polizeiseelsorger haben eine dienstliche Schweigepflicht entsprechend dem Beichtgeheimnis aufgrund kirchlichen Rechts und ein Zeugnisverweigerungsrecht auf der Basis des § 53 StPO.
Die oft belastenden Erlebnisse von Polizeibeamten, beispielsweise bei der Überbringung von Todesnachrichten, Entführungen, Geiselnahmen, der Suche nach Gewaltopfern, bei Großeinsätzen und nach Verkehrsunfällen oder Körperverletzungen mit Todesfolge, machen eine umfassende Unterstützung nötig. Auch Opfer von Mobbing und interner oder externer Gewalt sowie durch die Rahmenbedingungen des Polizeidienstes Belastete bedürfen der Begleitung.
Für die Polizei stehen hierfür – neben den Mitgliedern des polizeipsychologischen Dienstes oder anderer polizeiinterner Beratungsstellen – Polizeiseelsorgerinnen und Polizeiseelsorger, manchmal auch ganze Kriseninterventionsteams bereit. Für die Betreuung von Opfern, Angehörigen, Ersthelfern und anderen Betroffenen gibt es Hilfe durch die Notfallseelsorge.
Zum Verständnis polizeilicher Fragestellungen sind oft Informationen notwendig, die dem Dienstgeheimnis unterliegen und Außenstehenden nicht zugänglich sind. Daher sind eine gelebte Nähe zur Polizei und die dadurch erworbene „Feldkompetenz“ Voraussetzungen für den Dienst der Polizeiseelsorge.
Polizeiseelsorgerinnen und Polizeiseelsorger kommen aus unterschiedlichen pastoralen Berufen, sind Pfarrerinnen und Pfarrer, Priester, Pastoral- und Gemeindereferentinnen und -referenten oder sind Mitglied einer Ordensgemeinschaft. Bundesweit gibt es sowohl hauptamtlich beauftragte Polizeiseelsorgerinnen und -seelsorger als auch neben- und ehrenamtlich beauftragte, die im Hauptamt in anderen (i. d. R. gemeindlichen) pastoralen Aufgaben eingesetzt sind. Die Polizeiseelsorge legt großen Wert auf eine ökumenische Zusammenarbeit.

## Schweiz
Die erste Stelle für Polizeiseelsorge gab es in der Schweiz für die Stadt- und Kantonspolizei Zürich im Jahre 1999. 2011 wurde diese Stelle aufgestockt und auf zwei Personen aufgeteilt: 80 % Polizeiseelsorge und 50 % für Seelsorge bei Feuerwehr und Rettungsdienst. 2006 wurde im Kanton Luzern die schweizweit zweite Polizeiseelsorgestelle errichtet. Für die ungefähr 800 Mitarbeitenden der Luzerner Polizei und die 300 Milizfeuerwehrleute der Feuerwehr Stadt Luzern wurde ein Seelsorger zu 30 % angestellt.
Der dritte Kanton mit einer Polizeiseelsorge ist der Kanton Aargau. Dort ist seit Ende 2010 ein Seelsorger zu 20 % für diese Aufgabe angestellt.
In der Schweiz sind diese Seelsorgestellen, im Gegensatz zu Deutschland, ökumenisch organisiert. Das bedeutet, dass ein Seelsorger diesen Auftrag für die beiden großen Kirchen wahrnimmt. Diese Kategorialseelsorge-Stellen sind mit Beiträgen der jeweiligen Polizei- und Feuerwehrkorps finanziert, aber auch von den evangelisch-reformierten und der katholischen Kirche sowie teilweise von der christkatholischen Kirchgemeinde.
Die Seelsorgenden übernehmen neben Betreuungsaufgaben für die Einsatzkräfte auch Schulungsaufgaben im berufsethischen Bereich und bieten Gottesdienste zu berufsrelevanten Themen an.
Die Schweigepflicht ist für Polizeiseelsorgende im Beichtgeheimnis geregelt und das Zeugnisverweigerungsrecht steht ihnen aufgrund der StPO Art. 171.1 zu.